# Dhaura Tanda
Dhaura Tanda è una suddivisione dell'India, classificata come nagar panchayat, di 20.494 abitanti, situata nel distretto di Bareilly, nello stato federato dell'Uttar Pradesh. In base al numero di abitanti la città rientra nella classe III (da 20.000 a 49.999 persone).

## Geografia fisica
La città è situata a 28° 35' 37 N e 79° 24' 40 E.

## Società

### Evoluzione demografica
Al censimento del 2001 la popolazione di Dhaura Tanda assommava a 20.494 persone, delle quali 10.737 maschi e 9.757 femmine. I bambini di età inferiore o uguale ai sei anni assommavano a 4.052, dei quali 2.141 maschi e 1.911 femmine. Infine, coloro che erano in grado di saper almeno leggere e scrivere erano 9.639, dei quali 5.858 maschi e 3.781 femmine.